# Anna Sanchis
Anna Sanchis Chafer (nascida em 18 de outubro de 1987) é uma ciclista profissional espanhola, membro da equipe feminina Wiggle Honda. Participou nos Jogos Olímpicos de 2008, em Pequim, onde terminou em décimo nono lugar na prova de estrada.